# Mk.86 砲射撃指揮装置
Mk.86 砲射撃指揮装置（英語: Mark 86 Gun Fire Control System, Mk.86 GFCS）は、アメリカ海軍が開発した艦砲用の砲射撃指揮装置（GFCS）。

## 来歴
アメリカ海軍では、第二次世界大戦直前に開発したMk.37 砲射撃指揮装置をもとに、レーダーの更新やデジタル化などの改良を施したMk.68を開発し、1960年代末より水上戦闘艦における主力GFCSとして採用してきた。一方で、原設計が1930年代末であったことから性能の陳腐化が危惧されており、1961年より、新設計の新型GFCSの開発が着手された。当初は両用戦支援を重視しており、同時に4個の目標を追尾して2個と交戦する能力が要求されていた。また、海軍戦術情報システム（NTDS）との連接も求められた。その後、1967年には対空射撃能力と艦対空ミサイル（SAM）誘導用の連続波照射（CWI）能力が要求に追加され、これに応じてモノパルス追尾レーダーとしてAN/SPG-60が追加された。

## 設計

### レーダー
上記の経緯により、本機は、捕捉レーダーとしてのAN/SPQ-9と、追尾レーダーとしてのAN/SPG-60という、2基のXバンド・レーダーを備えている。
AN/SPG-60は60 nmi (110 km)以内の空中目標の探知・追尾を担当するモノパルス・レーダーであり、連続波照射（CWI）時の出力は5キロワット。これは、SM-1MR艦対空ミサイルによって、レーダー反射断面積（RCS）1m²の目標に対して20,000ヤード (18 km)の距離で交戦するのに十分な性能である。目標速度はマッハ3まで対応できるとされている。また、電子攻撃を受けている状況などに対応するため、低光量テレビカメラ（LLLTV）も連接されている。平均故障間隔（MTBF）は300時間と推測されている。
一方、AN/SPQ-9は低高度・水上目標に対するパルスドップラー・レーダーであり、高走査速度（60 rpm）と捜索中追尾（TWS）能力を特徴とする。AN/SPQ-9のアンテナは饅頭型のレドームに収容されている。また、タンカー戦争などのペルシア湾の情勢を受けて、1988年度より小型・高速の水上目標に対処するための緊急改修（high-speed maneuvering target, HSMT）が開始され、画像処理装置の強化や光学追尾装置の統合、低空探知・識別能力の強化が行われた。

### 電子計算機
射撃指揮・目標情報管理用のコンピュータとしては、当初はMk.152 (UNIVAC-1219) が採用された。これは、NTDSやITAWDS、あるいはターター・システムのMk.74 ミサイル射撃指揮装置からの目標情報移管にも対応している。空中目標追尾にはAN/SPG-60、水上目標追尾にはAN/SPQ-9と別々のレーダーを使うこともあって、本機は同時に5個の目標（水上目標4個と空中目標1個）を追尾し、うち2個の目標（水上目標2個か水上・空中目標1個ずつ）と交戦可能である。また、Mk.152を、より大型のAN/UYK-7に換装した場合、120個の目標を同時追尾することができた。システムには、管制官（COC）用のMk.67 コンソール1基、砲操作員（GCC）あるいは武器操作員（WCC）用のMk.113 コンソール2基が配されていた。平均故障間隔（MTBF）は416時間、平均修復時間（MTTR）は18分と要求されていた。

### バージョン
Mk.86は主としてMk.45単装砲搭載艦に装備されており、下記のような構成がある。
Mod 3
スプルーアンス級・カリフォルニア級に搭載されたモデル。射撃指揮コンピュータとしてはMk.152を1基使用している。スプルーアンス級の一部ではコンピュータをAN/UYK-7に変更したMod..10に更新されている。
Mod 4
タラワ級に搭載されたモデル。射撃指揮コンピュータとしてはMk.152を2基使用している。後に、コンピュータをAN/UYK-7に変更するとともにGCCをWCCに変更したMod.11に更新されたのち、砲の撤去にともなって、1998年-1999年にかけて撤去された。
Mod 5
バージニア級・キッド級に搭載されたモデル。射撃指揮コンピュータとしてはAN/UYK-7を1基使用しており、また、SAM誘導用にCWI能力を導入している。後にNTU改修に伴って、武器管制システム（WDS）Mk.14との連接に対応したMod.12に更新された。
Mod 8
チャールズ・F・アダムズ級の近代化改修に伴い搭載されたモデル。アメリカ海軍では3隻が搭載改修を受けた時点で計画は打ち切られたが、ドイツ海軍の運用艦（リュッチェンス級）でも採用された。
Mod 9
イージス艦向けのモデル。AN/SPG-60を備えておらず、空中目標に対してはイージスシステムから目標情報の移管を受けて対応する。また、GCCにかえてWCCを備えている。

## 搭載艦艇
- ミサイル巡洋艦
  - カリフォルニア級原子力ミサイル巡洋艦（Mod.3）
  - バージニア級原子力ミサイル巡洋艦（Mod.5→12）
  - タイコンデロガ級ミサイル巡洋艦（Mod.9）
- ミサイル駆逐艦・駆逐艦
  - スプルーアンス級駆逐艦（Mod.3）
  - キッド級ミサイル駆逐艦（Mod.5→12）
  - チャールズ・F・アダムズ級ミサイル駆逐艦（Mod.8; Mk.68より後日換装して3隻のみ装備）
  - リュッチェンス級駆逐艦（Mod.8; Mk.68より後日換装）
- 強襲揚陸艦
  - タラワ級強襲揚陸艦（Mod.4; 1990年代末に撤去）